# Grand Bazar de Lyon
Le Grand Bazar de Lyon est un ancien grand magasin situé au 31, rue de la République, dans le quartier des Cordeliers à Lyon. Il a été démoli en 2005.

## Histoire
Le magasin est créé sous le nom d'« À la ville de Lyon » par Jean Dabonneau en 1856, peu après le percement de la rue Impériale (actuelle rue de la République). Le magasin ouvre ses portes en 1860, proposant des vêtements pour enfants et adultes, des tissus et de la mercerie. En 1885, le magasin est racheté par Henri Perrot, alors propriétaire du magasin voisin et concurrent Aux Deux Passages. Il  ouvre le « Grand Bazar » le 8 novembre 1886. Son conseil d'administration est entre autres composé de Paul Kahn qui deviendra administrateur des Galeries Lafayette. L'éclairage électrique est installé dans tout le magasin et les sous-sols sont aménagés. Dès 1906, le magasin lance les livraisons à domicile par automobile, puis le bâtiment est surélevé de 4 mètres, œuvre des architectes Joseph Bissuel et Joseph Chantres,.
Après la Première Guerre mondiale, les travaux d'agrandissement du magasin se poursuivent. Cependant, la taille du magasin provoque des lourdeurs comptables qui figent les revenus de l'enseigne. La société propriétaire du magasin traverse de profondes mutations, et l'enseigne retrouve finalement sa taille d'après-guerre à la fin des années 1930. Dans les années 1950, le Grand Bazar de Lyon fusionne sa centrale d'achat avec celle des magasins Prisunic (propriété du groupe Printemps). En 1997, le groupe Monoprix rachète l'enseigne et son bâtiment.
En 2004, le groupe Monoprix décide de détruire le bâtiment. Des riverains s'opposent à cette destruction, mais la ville de Lyon affirme que la rénovation du lieu pour le mettre aux normes n'est pas possible, et l'architecte des Bâtiments de France indique que l'édifice a été dénaturé par les rénovations successives et n'a plus d'intérêt architectural. Le Grand Bazar est démoli en 2005, et le nouveau bâtiment en verre ouvre en 2007, conçu par l'architecte Jean-Pierre Buffi.

## Galerie

Le grand bazar de Lyon vers 1890
Le grand bazar de Lyon vers 1910
Le grand bazar de Lyon en 1941
Le grand bazar de Lyon en 2008
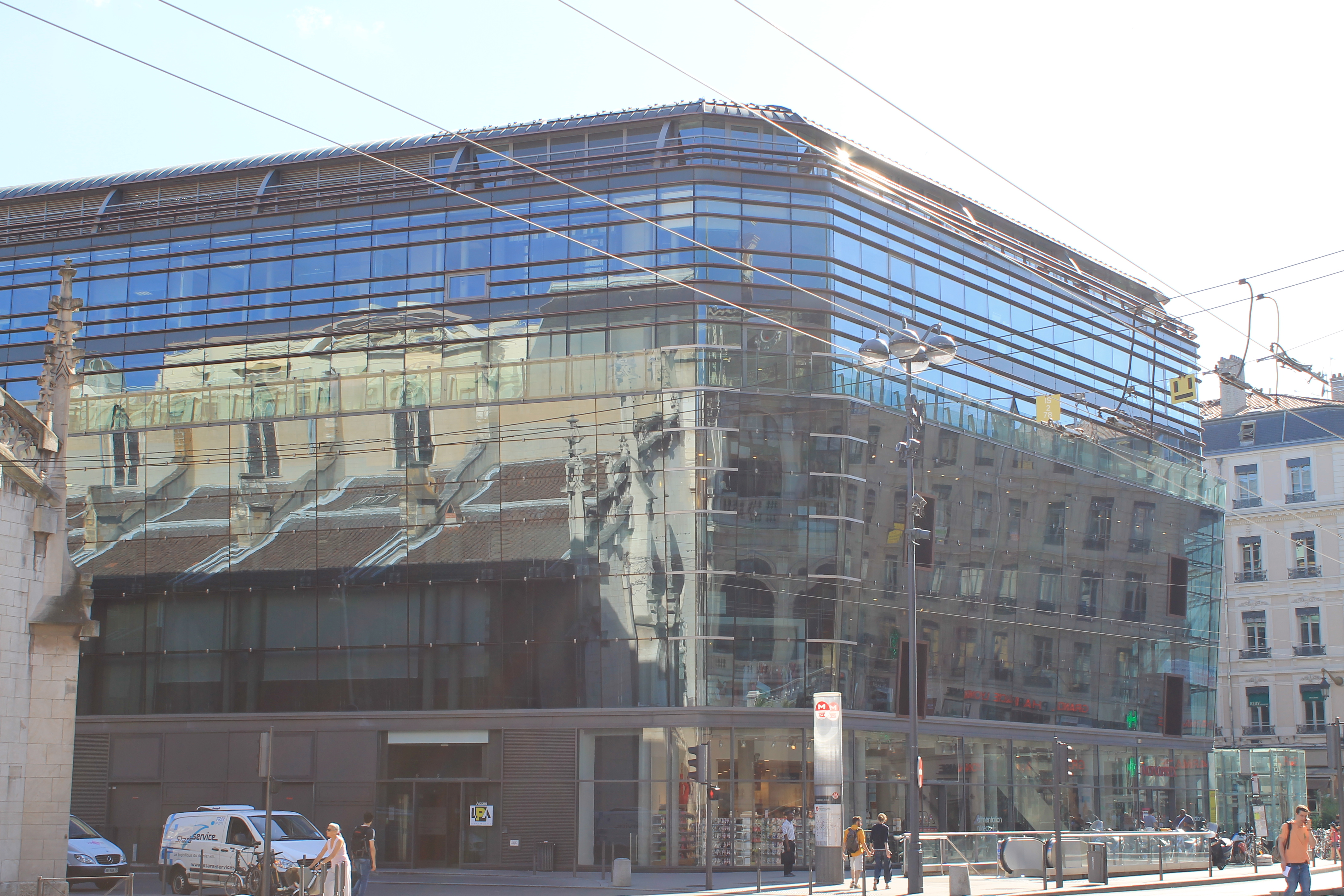
Le grand bazar de Lyon en 2012